# Praça do Papa (Vitória)
A Praça do Papa é uma esplanada localizada na Avenida Nossa Senhora dos Navegantes, na Enseada do Suá, bairro nobre de Vitória. Inaugurada em 2008, possui aproximadamente 67.000 m² e conta com uma vista panorâmica da baía de Vitória. A praça leva esse título como homenagem à visita do Papa João Paulo II em 1991, onde realizou uma missa no local. Antes da construção da praça, o terreno era usado para diversos eventos, incluindo shows, feiras e missas.

## História

### Aterro do Suá
A localização da Praça do Papa possui uma origem que vem do final do século XIX, com um projeto de modernização urbana cujo objetivo era transformar a cidade de Vitória num centro comercial com representação de nível nacional, competindo com outros centros comerciais do Brasil.
Esse projeto se chamava “Novo Arrabalde”, elaborado durante o governo de José de Mello Carvalho Moniz Freire e encabeçado pelo engenheiro Fransciso Saturnino Rodrigue de Britto. Dentre as propostas do projeto, incluía-se realizar vários aterros em Vitória.
Em 1971, deu-se início a um aterro na região da Praia do Suá, com extensão de aproximadamente 1.300.000 m², sob responsabilidade da Companhia de Melhoramentos e Desenvolvimento Urbano (COMDUSA). Posteriormente, a região ficou conhecida como Aterro do Suá.
O Aterro do Suá não foi realizado por aterro sanitário. Na verdade, foi incorporada uma área da baía de Vitória para fomentar o capital imobiliário na região.

## Visita do Papa ao Espírito Santo
No dia 19 de outubro de 1991, em sua segunda vinda ao Brasil, o Papa João Paulo II visitou a cidade de Vitória e celebrou uma missa no Aterro do Suá. 200 mil pessoas compareceram ao evento.
Após ser recebido no local da celebração pelo Arcebispo de Vitória Dom Silvestre Luiz Scandian, os dois rezaram juntos em frente à imagem de Nossa Senhora da Penha. Logo em seguida, numa homilia de 20 minutos, o pontífice fez clara defesa à vida e condenou todo tipo de violência.

## Monumentos

### Cruz Reverente
Concebido pelo escultor grego Iannis Zavoudakis, o monumento é constituído por uma cruz de aço que parece estar se curvando para baixo. No topo há uma pomba branca, que simboliza o Espírito Santo.

### Rosa dos Ventos
O símbolo está desenhado no chão e coincide com a posição geográfica da ilha como norte de navegação e traz uma esfera de inox ao centro.

### Memorial da Paz
Monumento dedicado à paz, contendo a palavra Paz em diversos idiomas.